# اسپید متال

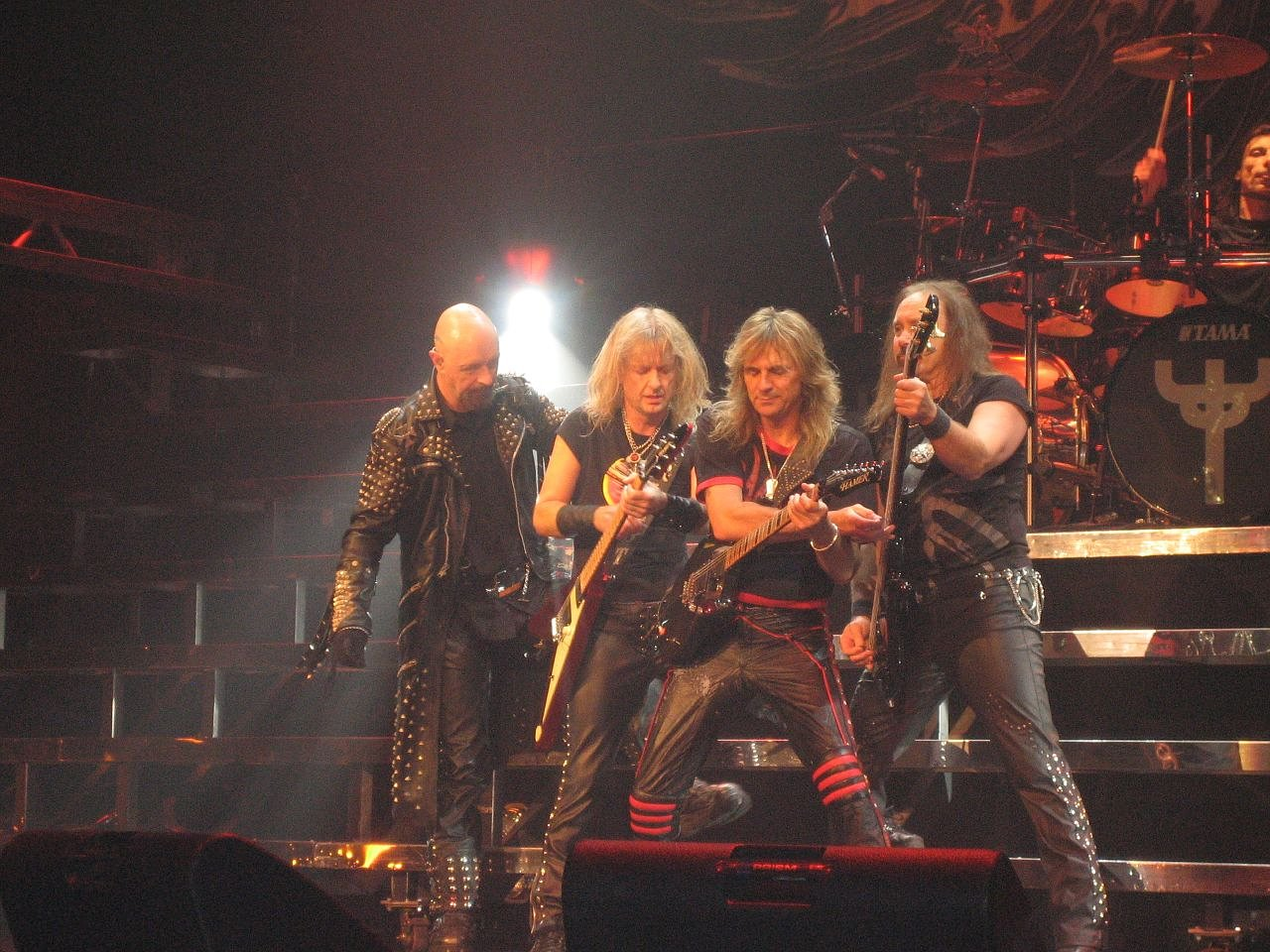
گروه جوداس پریست

اسپید متال (به انگلیسی: Speed metal) یکی از زیر شاخه‌های موسیقی سبک هوی متال است که در اوایل دههٔ ۸۰ میلادی پدید آمد، ریشه‌های این سبک به موج جدید هوی متال انگلیسی و هاردکور پانک بر می‌گردد. این سبک در سایت آل میوزیک اینگونه تعریف شده‌است : «موسیقی به شدت سریع، سوزان و به‌طور سخت و طاقت فرسا تکنیکال». و همچنین در همین سایت عنوان شده‌است که اگر سرعت و تکنیک‌های طاقت فرسا را از اسپید متال بگیریم آنگاه ترش متال را خواهیم داشت.
قطعهٔ «Stone Cold Crazy» از آلبوم Sheer Heart Attack گروه موسیقی کوئین که توسط گروه متالیکا اجرای مجدد شد یک نماد اسپید متال است. از گروه‌های تاثیرگذار در شکل‌گیری این سبک می‌توان به موتور هد و جوداس پریست اشاره کرد.